# Región geográfica intermedia de Florianópolis
La región geográfica intermedia de Florianópolis es una de las siete regiones intermedias del estado brasileño de Santa Catarina y una de las 134 regiones intermediarias de Brasil, creadas por el Instituto Brasileño de Geografía y Estadística (IBGE) en 2017. Está compuesta por 17 municipios, distribuidos en una región geográfica inmediata.
Su población total estimada por el Instituto Brasileño de Geografía y Estadística (IBGE) para  julio de 2018 era de 1 127 565 de habitantes, distribuidos en una área total de 6 020,658 km².
Florianópolis es el municipio más poblado de la región intermedia, además de ser la capital del estado con 492 977 habitantes, en consonancia con estimativas de 2018 del Instituto Brasileño de Geografía y Estadística (IBGE).

## Regiones geográficas inmediatas
| Región geográfica inmediata | Código | Municipios                |
| --------------------------- | ------ | ------------------------- |
| Florianópolis               | 420001 | Águas Mornas              |
| Florianópolis               | 420001 | Alfredo Wagner            |
| Florianópolis               | 420001 | Angelina                  |
| Florianópolis               | 420001 | Anitápolis                |
| Florianópolis               | 420001 | Antônio Carlos            |
| Florianópolis               | 420001 | Biguaçu                   |
| Florianópolis               | 420001 | Florianópolis             |
| Florianópolis               | 420001 | Garopaba                  |
| Florianópolis               | 420001 | Governador Celso Ramos    |
| Florianópolis               | 420001 | Imbituba                  |
| Florianópolis               | 420001 | Palhoça                   |
| Florianópolis               | 420001 | Paulo Lopes               |
| Florianópolis               | 420001 | Rancho Queimado           |
| Florianópolis               | 420001 | Santo Amaro da Imperatriz |
| Florianópolis               | 420001 | São Bonifácio             |
| Florianópolis               | 420001 | São José                  |
| Florianópolis               | 420001 | São Pedro de Alcântara    |